# Arnøy (Troms)
Arnøy o Arnøya es una isla de Noruega, perteneciente al municipio de Skjervøy, en la provincia de Troms. Ocupa una superficie de 276 km², siendo la isla número 15 de Noruega en cuanto a superficie. Su pico más alto es el Arnøyhøgda, a 1168 m s. n. m.
Las islas vecinas son Laukøya, ubicada al este, Skjervøya y Kågen al sureste, y Vannøya al oeste.
La isla tiene 366 habitantes en 2010. La población se distribuye fundamentalmente en cuatro localidades: Lauksletta, Arnøyhamn, Akkarvik y Årviksand. Otros poblados menores son Singla, Haugnes y Langfjord. Varias localidades más hoy están abandonadas.
La mayoría de los servicios se concentran en Arnøyhamn y Årviksand, donde hay escuela primaria, jardín de niños, tienda y casa de voluntariado. En Arnøyhamn está también la iglesia de la isla. La actividad económica principal es la pesca del salmón.
Arnøy fue uno de los símbolos de la resistencia noruega durante la Segunda Guerra Mundial. El 28 de agosto de 1943 fueron acribillados en la isla 22 soldados alemanes por miembros de la resistencia. La población fue declarada responsable del ataque por negarse a entregar a los insurgentes y como consecuencia, 8 hombres fueron ejecutados y 16 hombres y mujeres fueron llevados a trabajos forzados.

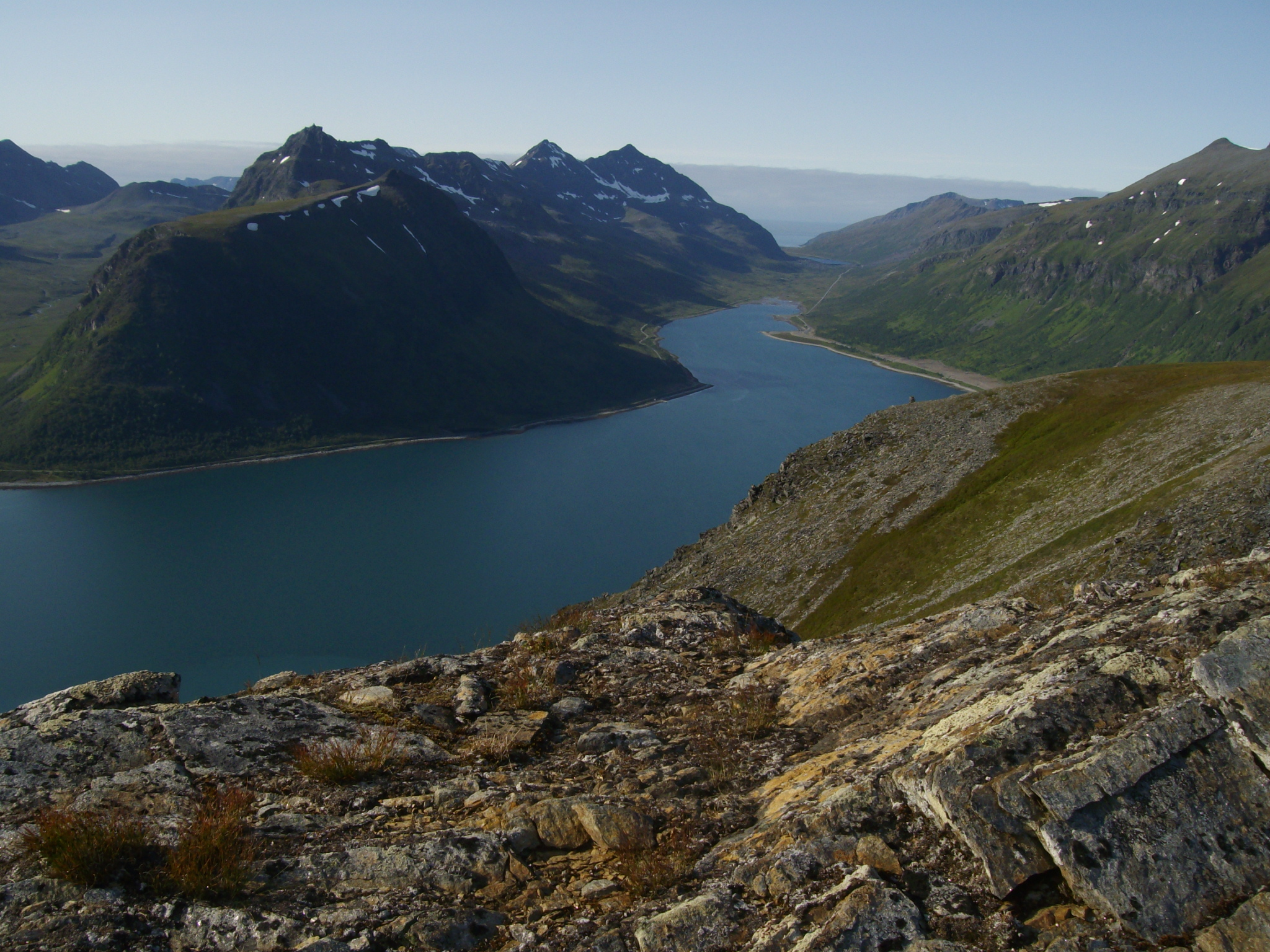
El Langfjorden
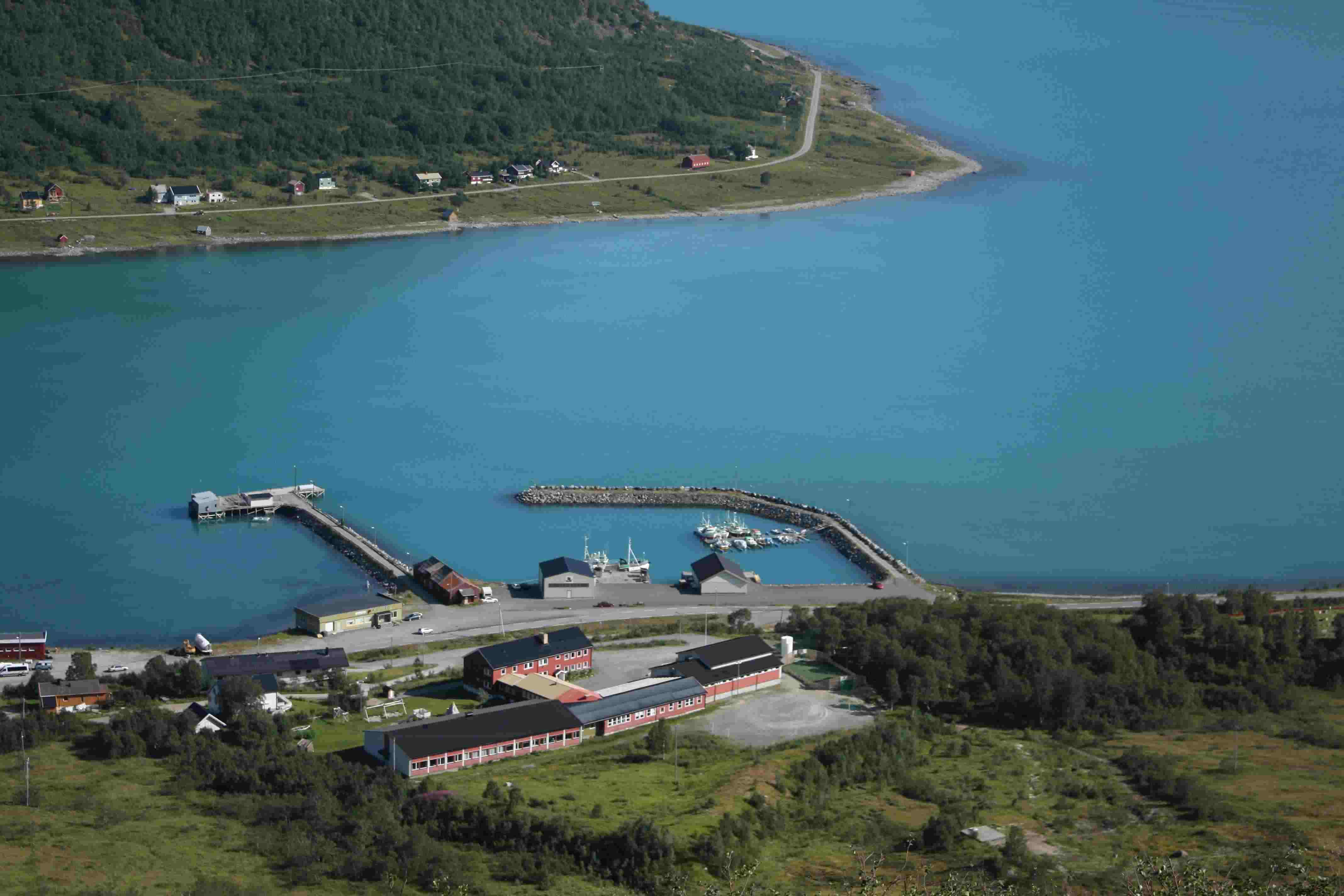
Arnøyhamn
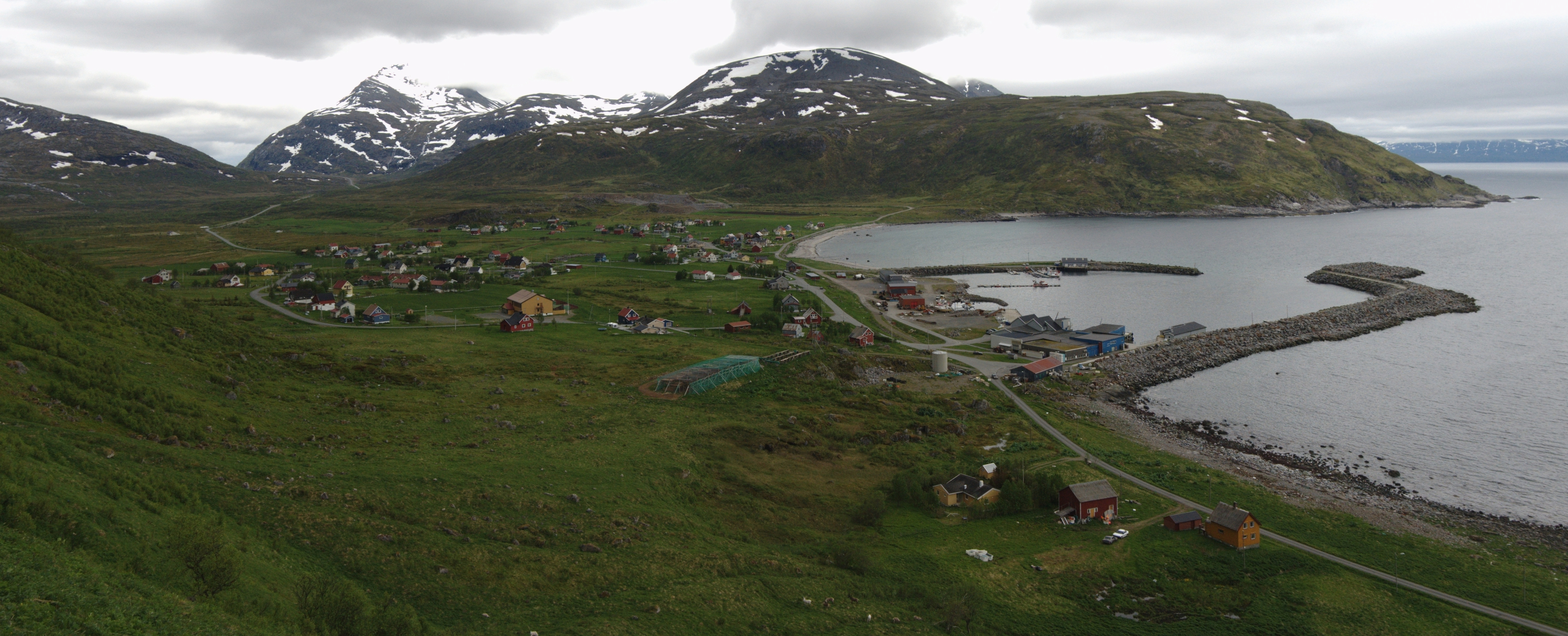
Årviksand

- Datos: Q1593581
- Multimedia: Arnøya, Skjervøy / Q1593581